# Calciatori per numero di gol realizzati in incontri ufficiali
La presente voce riporta l'elenco dei calciatori che hanno segnato il maggior numero di gol in incontri ufficiali. Essendo le amichevoli per club, gli incontri tra rappresentative regionali e le partite organizzate per beneficenza escluse dal conteggio, la quantità di reti realizzate in alcuni casi è inferiore rispetto all'effettivo totale. A complicare la ricostruzione interviene, inoltre, l'occasionale mancanza di fonti e riferimenti certi: un noto caso è quello di Arthur Friedenreich, ufficialmente autore di 558 gol, sebbene si stimi che il totale sia superiore.

## Classifica marcatori negli incontri ufficiali
La seguente tabella riporta i calciatori che hanno segnato almeno 500 gol in carriera in incontri ufficiali, considerando anche quelli nelle rispettive nazionali giovanili ed olimpiche e le reti messe a segno con le squadre riserve dei club (come ad esempio nel caso di Lionel Messi che detiene 11 reti in 32 presenze tra Barcellona B e Barcellona C).
Secondo l'organizzazione che raccoglie dati sul calcio RSSSF (ultimo aggiornamento del 18 dicembre 2022), Erwin Helmchen guida la classifica dei cannonieri all-time: il tedesco è stato accreditato di oltre 987 marcature in 578 incontri (media iperbolica di 1,71 gol a partita). A molti calciatori presenti in tale elenco è assegnato un numero di gol che però non trova riscontro in altre fonti, poiché sono inclusi nel computo i match (ritenuti non ufficiali) disputati con rappresentative regionali, militari, della lega, cittadine e senior (ex giocatori).
La IFFHS, organismo di statistica riconosciuto dalla FIFA, il 9 febbraio 2021 ha redatto una graduatoria che comprendeva solamente le gare giocate con i club, dove al primo posto si trovava Romário (689 marcature), e il 1º marzo seguente una complessiva, nella quale davanti a tutti figurava Cristiano Ronaldo.
La FIFA stessa attesta che Josef Bican sia stato, fino al superamento da parte di Cristiano Ronaldo, il più prolifico bomber della storia, con almeno 805 reti, mentre la federcalcio ceca gliene attribuisce 821. Tuttavia, i referti dell'epoca riportano un gol in meno per Bican nella Coppa Mitropa. È facile notare la scarsa uniformità tra classifiche, quindi nella graduatoria seguente si tenta di basarsi su fonti sufficientemente sicure e accurate da un punto di vista storico e di referti ufficiali.
I calciatori ancora in attività appaiono in grassetto. Le fonti dei giocatori con l’asterisco non sono certe: reti e presenze potrebbero essere maggiori.
Dati aggiornati al 16 agosto 2025.
| Pos. | Calciatore           | Reti totali | Presenze totali | Media reti | Reti (e presenze) nei club | Nazionale | Naz. giovanili e olimp. | Periodo              |
| ---- | -------------------- | ----------- | --------------- | ---------- | -------------------------- | --------- | ----------------------- | -------------------- |
| 1    | Cristiano Ronaldo    | 956         | 1317            | 0,73       | 800 (1062)                 | 138 (221) | 18 (34)                 | 2002-                |
| 2    | Lionel Messi         | 902         | 1172            | 0,77       | 774 (956)                  | 112 (193) | 16 (23)                 | 2004-                |
| 3    | / Josef Bican        | 820         | 528             | 1,55       | 779 (485)                  | 41 (43)   | -                       | 1931-1955            |
| 4    | Romário              | 760         | 975             | 0,78       | 687 (888)                  | 55 (70)   | 18 (17)                 | 1985-2009            |
| 5    | Pelé                 | 757         | 816             | 0,93       | 680 (724)                  | 77 (92)   | -                       | 1957-1977            |
| 6    | Gerd Müller          | 732         | 790             | 0,93       | 663 (727)                  | 68 (62)   | 1 (1)                   | 1963-1981            |
| 7    | Robert Lewandowski   | 728         | 1056            | 0,69       | 643 (894)                  | 85 (158)  | 0 (4)                   | 2004-                |
| 8    | / Ferenc Puskás*     | 705+        | 720+            | 0,98       | 621+ (631+)                | 84 (89)   | -                       | 1943-1966            |
| 9    | Abe Lenstra          | 684         | 724             | 0,94       | 651 (677)                  | 33 (47)   | -                       | 1936-1963            |
| 10   | Erwin Helmchen       | 631         | ?               | ?          | 631 (?)                    | -         | -                       | 1924-1951            |
| 11   | Eusébio              | 620         | 632             | 0,98       | 579 (568)                  | 41 (64)   | -                       | 1957-1979            |
| 12   | Luis Suárez          | 599         | 1025            | 0,58       | 525 (873)                  | 69 (143)  | 5 (9)                   | 2004-                |
| 13   | Zlatan Ibrahimović   | 580         | 999             | 0,58       | 511 (866)                  | 62 (122)  | 7 (11)                  | 1999-2023            |
| 14   | Ferenc Deák*         | 579+        | 413+            | 1,4        | 550+ (393+)                | 29 (20)   | -                       | 1940-1960            |
| 15   | Túlio                | 575         | 838             | 0,69       | 561 (819)                  | 10 (14)   | 4 (5)                   | 1987-2014, 2018-2019 |
| 16   | Arthur Friedenreich* | 558         | 562             | 0,99       | 550 (545)                  | 8 (17)    | -                       | 1910-1935            |
| 17   | Uwe Seeler           | 550         | 664             | 0,83       | 492 (581)                  | 43 (72)   | 15 (11)                 | 1953-1972, 1978      |
| 18   | Fernando Peyroteo*   | 544         | 334             | 1,63       | 530 (314)                  | 14 (20)   | -                       | 1936-1949            |
| 18   | Jimmy McGrory        | 544         | 541             | 1,01       | 538 (534)                  | 6 (7)     | -                       | 1922-1937            |
| 20   | Fritz Walter*        | 539         | 530             | 1,02       | 506 (469)                  | 33 (61)   | -                       | 1937-1959            |
| 21   | / Franz Binder*      | 534         | 392             | 1,36       | 508 (364)                  | 26 (28)   | -                       | 1930-1949            |
| 22   | Karim Benzema        | 533         | 1014            | 0,53       | 476 (882)                  | 37 (97)   | 20 (35)                 | 2004-                |
| 23   | Zico                 | 532         | 779             | 0,68       | 477 (701)                  | 48 (71)   | 1 (5)                   | 1971-1994            |
| 24   | József Takács*       | 523         | -               | -          | -                          | 26 (32)   | -                       | 1920-1940            |
| 25   | Gyula Zsengellér*    | 522+        | 502+            | 1,04       | 490+ (463+)                | 32 (39)   | -                       | 1935-1952            |
| 26   | / Ernest Wilimowski* | 518+        | 413+            | 1,25       | 484+ (383+)                | 34 (30)   | -                       | 1932-1956            |
| 27   | / Alfredo Di Stéfano | 516         | 707             | 0,73       | 487 (670)                  | 29 (37)   | -                       | 1944-1966            |
| 28   | Hugo Sánchez         | 513         | 813             | 0,63       | 485 (755)                  | 27 (55)   | 1 (3)                   | 1976-1998            |
| 29   | Jimmy Greaves        | 511         | -               | -          | -                          | 44 (57)   | 12 (13)                 | 1957-1971            |
| 30   | Hans Krankl          | 510         | 715             | 0,71       | 476 (646)                  | 34 (69)   | -                       | 1970-1989            |
| 31   | Ferenc Bene*         | 508+        | ?               | ?          | 451+ (?)                   | 36 (76)   | 21 (17)                 | 1961-1985            |
| 32   | Gunnar Nordahl*      | 507+        | 572+            | 0,89       | 464+ (539+)                | 43 (33)   | -                       | 1937-1960            |
| 32   | Roberto Dinamite     | 507         | 826             | 0,61       | 487 (787)                  | 20 (38)   | 0 (1)                   | 1971-1992            |

## Classifica marcatori negli incontri ufficiali di prime squadre e nazionali maggiori
Di seguito sono riportati i calciatori con almeno 600 reti in questa speciale graduatoria, in cui si considerano solamente le reti realizzate in incontri ufficiali con le prime squadre di club (escludendo le squadre riserve) e le proprie selezioni nazionali maggiori (escludendo quelle giovanili e olimpiche), in modo da uniformare gli anni recenti alle epoche passate, in cui non esistevano selezioni composte da giovani e fuori quota per le Olimpiadi o Under-21, Under-23 o Under-20.
In grassetto sono riportati i giocatori ancora in attività.
La classifica è aggiornata al 16 agosto 2025
| Pos. | Calciatore         | Reti totali | Reti nei club | Nazionale maggiore | Periodo   |
| ---- | ------------------ | ----------- | ------------- | ------------------ | --------- |
| 1    | Cristiano Ronaldo  | 938         | 800           | 138                | 2002-     |
| 2    | Lionel Messi       | 875         | 763           | 112                | 2004-     |
| 3    | / Josef Bican      | 820         | 779           | 41                 | 1931-1955 |
| 4    | Pelé               | 757         | 680           | 77                 | 1957-1977 |
| 5    | Romário            | 742         | 687           | 55                 | 1985-2009 |
| 6    | Gerd Müller        | 729         | 661           | 68                 | 1963-1981 |
| 7    | Robert Lewandowski | 728         | 643           | 85                 | 2004-     |
| 8    | / Ferenc Puskás*   | 705         | 621+          | 84                 | 1943-1966 |
| 9    | Abe Lenstra        | 684         | 651           | 33                 | 1936-1963 |
| 10   | Erwin Helmchen     | 631         | 631           | -                  | 1924-1951 |
| 11   | Eusébio            | 620         | 579           | 41                 | 1957-1979 |

## Classifica marcatori negli incontri ufficiali e non ufficiali
Le statistiche sopra esposte variano se al computo vengono aggiunte le amichevoli e le partite non riconosciute dalle federazioni, fatto che aumenta — talvolta — il numero di gol segnati da un calciatore. La FIFA riconosce ufficialmente al brasiliano Pelé il titolo di miglior marcatore della storia, malgrado l'effettiva quantità di realizzazioni sia stata oggetto di dibattito. Considerando le sole competizioni ufficiali, il numero di gol (stimato in oltre 1 000 marcature) viene ridotto a 757.
Nell'elenco sottostante sono riportati i giocatori con almeno 1 000 gol complessivi.
| Calciatore          | Nazionalità                               | Reti realizzate | Note |
| ------------------- | ----------------------------------------- | --------------- | --- |
| Lajos Tichy         | Ungheria                                  | 1 912+          | In 1 301 partite globali. |
| Josef Bican         | Austria/ Cecoslovacchia/ Boemia e Moravia | 1 813+ o 1 468+ | Si stima che abbia realizzato più di 1 468 gol. Per la RSSSF i suoi gol complessivi sarebbero 1 813+ in 1 089 incontri (media di 1,66 reti a partita). Franz Binder, suo compagno al Rapid Vienna, sosteneva che avesse segnato circa 5 000 gol.                          |
| Erwin Helmchen      | Germania                                  | 1 610+          | In 936 presenze totali (media 1,72 reti a partita). |
| Ferenc Puskás       | Ungheria/ Spagna                          | 1 571+ o 1 176  | Il numero superiore si basa su 1 271 gare.La stima inferiore fa riferimento a circa 1 123/1 300 presenze complessive. |
| Gerd Müller         | Germania Ovest                            | 1 483 o 1 461   | In 1 228/1 216 incontri. |
| Ferenc Bene         | Ungheria                                  | 1 414+          | In 1 460 partite. |
| Ferenc Deák         | Ungheria                                  | 1 370+          | In 830 partite. |
| Slobodan Santrač    | Jugoslavia                                | 1 301           | In 1 359 incontri. |
| Pelé                | Brasile                                   | 1 281           | La FIFA gli riconosce il record di reti realizzate in carriera, ma l'effettivo numero è dibattuto. Lui stesso se ne attribuisce 1 283. Secondo la RSSSF i gol sarebbero 1 303 in 1 392 presenze. Per il Guinness dei primati sono invece 1 279 in 1 363 gare complessive. |
| Arthur Friedenreich | Brasile                                   | 1 239           | Un refuso ne indicava 1 329. |
| József Takács       | Ungheria                                  | 1 208+          | In 936 partite. |
| Sándor Kocsis       | Ungheria                                  | 1 183+          | In 904 partite. |
| Ferenc Szusza       | Ungheria                                  | 1 132+          | In 1 008 partite. |
| Gyula Szilágyi      | Ungheria                                  | 1 114+          | In 919 partite. |
| Ernest Wilimowski   | Polonia/ Germania                         | 1 077+          | In 688 partite. |
| Gyula Zsengellér    | Ungheria                                  | 1069+           | In 947 partite. |
| Ronnie Rooke        | Inghilterra                               | 1 028+          | In 1104 incontri complessivi, molti dei quali in selezioni riserve, tornei regionali e competizioni in tempo di guerra. |
| Abe Lenstra         | Paesi Bassi                               | 1 019+          | In 1 077 incontri. |
| Imre Schlosser      | Ungheria                                  | 1 017+          | In 797 partite. |
| Flórián Albert      | Ungheria                                  | 1 017+          | In 1 093 partite. |
| Cristiano Ronaldo   | Portogallo                                | 1 014+          | In 1 426 partite. Altre fonti gli danno 1188+ reti |
| Franz Binder        | Austria                                   | 1 006           | Altre fonti ne contano 1 202+ o 1 151. |
| Nándor Hidegkuti    | Ungheria                                  | 1 003+          | In 1 044 partite. |
| Romário             | Brasile                                   | 1 003           | Ha segnato il millesimo gol il 20 maggio 2007. |
| Túlio               | Brasile                                   | 1 001           | Ha segnato il millesimo gol il 9 febbraio 2014. |

### Casi controversi
Oltre a quelli sopracitati, per altri calciatori si è parlato del millesimo gol, senza però che ci fossero dati verificabili a supporto. Questi sono:
| Calciatore    | Nazionalità   | Reti realizzate | Note                                                           |
| ------------- | ------------- | --------------- | -------------------------------------------------------------- |
| Adolf Jäger   | Germania      | 2 000+          | In circa 700 partite (alla media di oltre 2,8 gol a incontro). |
| Lee Wai Tong  | Cina          | 1 260           | Noto anche come Li Huitang.                                    |
| John Wrathall | Nuova Zelanda | 1 000+          | Si stima che abbia segnato oltre 1 000 reti.                   |